# Le Voile d’Isis
A Le Voile d’Isis (Ízisz fátyla) 1890 és 1935 között, Párizsban kiadott francia ezoterikus folyóirat. Gérard Encausse (Papus) alapította, és a párizsi Független Ezoterikus Tanulmányok Csoportja szócsöve volt.
A magazin tágabb értelemben ezotériával és okkultizmussal foglalkozott, ideértve többek között az asztrológiát, a szabadkőművességet, a martinizmust.
A folyóirat elnevezése az egyiptomi Szaiszban lévő Neith istenségnek szentelt templom oromzatának feliratára utal, melyről Plutarkhosz így ír: „Minden vagyok, ami volt, van és lesz és halandó fel nem libbentheti fátylam.”
Az újság heti és havi rendszerességgel is megjelent. 1923 és 1929 között Paul Redonnel vezette az újságot, aki konfliktusba került René Guénonnal a hasábjain.

## Közreműködők
- Gérard Encausse (Papus)
- René Guénon
- Victor-Émile Michelet
- Jean Bricaud
- Ernest Bosc
- Jean-Gaston Bourgeat
- Alphonse Bué
- Marcel Clavelle
- Grillot de Givry
- Léonce de Larmandie
- Paul Marchand
- Ch. d’Orino
- Paul Redonnel (Ian Mongoï)
- Han Ryner
- Sédir
- Georges Tamos
- Gaboriau

## Fordítás
Ez a szócikk részben vagy egészben  a   Le Voile d'Isis című francia Wikipédia-szócikk fordításán alapul.  Az eredeti cikk szerkesztőit annak laptörténete sorolja fel. Ez a jelzés csupán a megfogalmazás eredetét és a szerzői jogokat jelzi, nem szolgál a cikkben szereplő információk forrásmegjelöléseként.